# Rancho Las Putas
Rancho Las Putas fue una concesión de tierra de México de 35,516-acres (143.73 km²) en el término del condado actual de Napa. Entregado en 1843 por el gobernador Manuel Micheltorena a José de Jesús Berreyesa y Sexto "Sisto" Berreyesa. El nombre "Las Putas" vino del arroyo Putah Creek, que atravesaba la propiedad. La mayor parte de la subvención ahora está cubierta por la represa de Lago Berryessa.

## Historia
El Berryessa Valley con unas 10 millas (16 km) de longitud y 3 millas (5 km) de anchura, con el arroyo "Putah Creek" atravesando su centro. La etnia Pomo vivía con relativa facilidad en estas ricas tierras, ya que la vida silvestre y los alimentos vegetales eran abundantes, pero los colonos españoles y estadounidenses los sacaron a la fuerza de su tierra.

### Familia Berreyesa
Nasario Antonio Berreyesa nació en la "familia Berreyesa" en la Misión Santa Clara de Asís el 28 de julio de 1787. Apodado José, Berreyesa casado con María de Jesús Antonia Villela (nacida el 6 de octubre de 1793) en 1806. La pareja tuvo once hijos, entre ellos José de Jesús nacido el 31 de enero de 1815 y Sexto "Sisto" Antonio nacido el 28 de marzo de 1818. Ambos hermanos nacieron en San Francisco y fueron bautizados en la Misión San Francisco de Asís.
Nasario Antonio "José" Berreyesa sirvió como cabo en el Presidio Real de San Francisco durante 1819-1824, luego se mudó para convertirse en el colono original del Valle de Berryessa en la década de 1830. Berreyesa obligó a 100 nativos a ayudarlo a administrar su ganado, una manada que pronto creció a 5,000 vacas y 20,000 caballos, y se extendió hacia el este sobre el "Berryessa Peak" en el "Capay Valley". Las colinas cercanas tenían ciervos y osos. Los senderos establecidos hicieron posible que hombres, caballos y ganado encontraran su camino a través de las colinas hacia el Capay Valley.
Los hijos Sisto Antonio y José de Jesús sirvieron en el ejército mexicano, estacionado en San Francisco, desde la década de 1830 hasta 1842. En 1838, los dos hombres se casaron con hermanas gemelas: José de Jesús se casó con María Anastasia Higuera y Sisto Antonio se casó con María Nicolasa Higuera.
En 1842, Nasario Antonio Berreyesa solicitó al gobernador mexicano una subvención de ocho leguas cuadradas a nombre de sus hijos Sisto Antonio y José de Jesús Berreyesa. El gobernador ordenó que se emitiera un título a los peticionarios por "... la mayor parte de la tierra que pudieran asentar". Por alguna razón inexplicable, los hermanos Berreyesa consideraron que la concesión era de sólo cuatro leguas cuadradas, y al día siguiente, 28 de octubre de 1843, presentaron una segunda petición, en la que manifestaron que sus familias eran muy numerosas, e incluía a sus padres, hijos y hermanos, y pidió una subvención de ocho leguas cuadradas. Sobre esta segunda petición se concedió una subvención a José de Jesús Berreyesa y Sisto Berreyesa.
Los hermanos construyeron casas de adobe en una tercera parte del valle, comenzando con una hacienda de 90-x-20-pies (27 m × 6 m) para Sisto, luego una de 60-x-20-pies (18 m × 6 m) para José de Jesús. Ampliaron la explotación ganadera de su padre para incluir una cosecha considerable de granos, y disfrutaron de los juegos de azar y las carreras de caballos. Muelas de molino para algunos de los primeros molinos en Alta California que se extrajeron de la parte superior noroeste del Cañón de Putah, cerca de un camino difícil y tortuoso desde el valle de Berryessa hacia el valle de Napa, un viaje de dos días en un equipo de mulas.
Después de que California fuera cedida a los Estados Unidos en el Tratado de Guadalupe Hidalgo en 1848, las Berreyesas presentaron el reclamo ante la « American Public Land Commission » (Comisión de Tierras Públicas Estadounidense) en nombre de sus esposas en 1852, y la subvención fue patentada a María Anastasia Higuera de Berreyesa y María Nicolasa Higuera de Berreyesa en 1863. Los hombres usaron los nombres de sus esposas para que los hombres pudieran comparecer ante la Comisión de Tierras Públicas con respecto a su concesión y que la comisión no use su interés en el reclamo en su contra.
Para 1853, José de Jesús y Sisto Berreyesa habían vendido parcelas menores del Rancho Las Putas, al que los colonos "anglo" se referían como Berryessa Ranch, para pagar deudas de juego. Le debían a Edward Schultz $ 1,645 pero no podían pagarle en efectivo; Schultz solicitó al condado que subastara una sección importante de 26,000-acres (110 km²)  de las propiedades de Berreyesa. Schultz pagó solo $ 2,000 por el enorme paquete y rápidamente lo revendió por $ 100,000 a un consorcio de planificadores. José de Jesús y Sisto ahorraron cuatro millas cuadradas (2560 acres, o 10 km²) para ellos. Sin embargo, otros miembros de la familia afirmaron que eran dueños de parte del Rancho más grande, según la segunda petición de subvención que mencionaba a la familia extendida. Miguel Santiago Berreyesa (n. 1831) en  Berreyesa v Schultz , y Jesse Loyd Beasley (1814-1899), quien se casó con Clara Berreyesa (n. 1823) en 1848, en  Schultz v Beasley , demandado por propiedad.
A partir de 1858, Adam See y su familia operaron una carretera de peaje, llamada "Putah Creek Canyon Turnpike". Por ella se transportaba personas y mercancías hacia el este desde Berryessa Valley hasta Winters y viceversa.
Sisto Berreyesa y su hermano José de Jesús ambos murieron en 1874. Fueron enterrados en el Valle de Berryessa.

### Monticello
En 1866, el planificador que poseía la mayor parte de la tierra en el valle dividió Rancho Las Putas en parcelas más pequeñas para venderlas a los agricultores, y el proyecto se plasmó en un pueblo llamado Monticello. En un año, el valle se llenó de agricultores que disfrutaban de inviernos suaves y abundantes cosechas, especialmente de trigo. En 1870, Monticello contenía un cementerio, una tienda general, herrerías, hoteles y varios otros negocios. En 1875, la carretera de peaje se abrió para convertirse en una vía pública, mantenida por el condado. Una diligencia de cuatro y seis caballos hizo el recorrido desde los 300 hombres que trabajaban en el remoto pueblo minero de Knoxville al sur hasta Monticello, donde se cambiaban los caballos, para luego dirijirse al oeste hasta Napa. La primera casa de adobe perteneciente a Sisto Berreyesa quedó en ruinas, pero el segundo fue mantenido por un colono llamado Abraham Clark.
En 1900 y 1901, la noticia de unas prospecciones petroleras de alta calidad en el valle de Berryessa atrajo a especuladores y expertos en perforación.

### Represa de Putah Creek
En 1896, se construyó un pesado puente de piedra con tres grandes arcos a través de Putah Ceek a unas 1.5 millas (2 km) de Monticello, a lo largo de la carretera que conduce a Napa. El puente costó $ 19,500 y, con 298 pies (91 m) de largo, era el puente de piedra más grande al oeste de las Montañas Rocosas. El puente bien diseñado sobrevivió a las crecidas de inundación de Putah Creek cada invierno a partir de entonces.
Ya en 1906, se presentaron propuestas para represar "Putah Creek" para formar un embalse. En 1907, el plan Mulholland-Goethals-Davis propuso una presa en "Devil's Gate", el límite sureste del valle. Se formularon otros planes. No se tomó ninguna propuesta hasta 1947 cuando el Condado de Solano y el « United States Bureau of Reclamation » (Oficina de Reclamación de Estados Unidos) formaron juntos el Proyecto Solano, una combinación de planes de agua que incluía la Monticello Dam, la presa de desvío de Putah, el canal sur de Putah, la presa y el embalse de la terminal, el conducto de Green Valley y varios sistemas de distribución de agua relacionados. Los residentes de Monticello protestaron, pero el gobernador de California Earl Warren y el condado de Solano promovieron la presa. Los residentes comenzaron a salir del valle.
Dorothea Lange y Pirkle Jones fueron comisionados para rodar un documental fotográfico de la muerte de la ciudad, y del desplazamiento de sus residentes, para Life, pero la revista no ejecutó el documental. La revista Aperture, sin embargo, dedicó un número completo al trabajo de los fotoperiodistas.
La construcción de la presa comenzó en 1953. Se cortó la vegetación del valle, se derribaron las cercas y se demolieron los edificios. El cementerio se trasladó a Spanish Flat, un acantilado que domina el valle. El puente Putah Creek, demasiado bien hecho para demolerlo fácilmente, se dejó en su lugar para ser cubierto por las crecientes aguas. La presa de Monticello se completó en 1957 y se formó el lago Berryessa.